# Куштановица
Куштановица (укр. Куштановиця) — село в Верхнекоропецкой сельской общине Мукачевского района Закарпатской области Украины.
Население по переписи 2001 года составляло 765 человек. Почтовый индекс — 89662. Телефонный код — 3131. Занимает площадь 0,397 км². Код КОАТУУ — 2122781607.

## Интересные факты
В 1963 году у села Куштановица проходили съёмки одной из сцен фильма «Война и мир» режиссёра Сергея Бондарчука (сцена Шенграбенского сражения).